# Одрюик
Одрюик (фр. Audruicq) — коммуна во Франции, регион О-де-Франс, департамент Па-де-Кале, округ Кале, кантон Марк. Расположена в 80 км к северо-западу от Лилля и в 18 км к юго-востоку от Кале, в 5 км от автомагистрали А26 «Англия». В центре коммуны находится железнодорожная станция Одрюик линии Лилль-Кале.
Население (2018) — 5 442 человека.

## История
В 1175 году граф Бодуэн II Фландрский присвоил поселению имя, перестроил местный замок и осушил окрестные болота, превратив их в пахотные земли. На протяжении нескольких столетий Одрюик многократно переходил из рук в руки, пока в 1678 году по Нимвегенскому договору не стал частью Франции.

## Достопримечательности
- Церковь Святого Мартина XVII-XVIII веков
- Шато XVIII века, с начала XX века здание мэрии
- Ветряная мельница XVIII века

## Экономика
Структура занятости населения:
- сельское хозяйство — 2,8 %
- промышленность — 8,8 %
- строительство — 4,6 %
- торговля, транспорт и сфера услуг — 29,5 %
- государственные и муниципальные службы — 54,3 %

Уровень безработицы (2017) — 14,8 % (Франция в целом — 13,4 %, департамент Па-де-Кале — 17,2 %). 

Среднегодовой доход на 1 человека, евро (2017) — 20 030 (Франция в целом — 21 110, департамент Па-де-Кале — 18 610).

## Демография
Динамика численности населения, чел.

## Администрация
Пост мэра Одрюика с 2008 года занимает член партии Республиканцы Николь Шевалье (Nicole Chevalier), член Совета департамента Па-де-Кале от кантона Марк. На муниципальных выборах 2020 года возглавляемый ею правый список одержал победу в 1-м туре, получив 52,56 % голосов.
| Период | Период | Фамилия        | Партия                                                                     | Примечания                                                                                 |
| ------ | ------ | -------------- | -------------------------------------------------------------------------- | ------------------------------------------------------------------------------------------ |
| 1977   | 2001   | Альбер Дубле   | Союз демократов в поддержку республики, Объединение в поддержку Республики | предприниматель, член Генерального совета департамента, член Совета региона Нор-Па-де-Кале |
| 2001   | 2008   | Филипп Карон   | Союз за народное движение                                                  | депутат Национального собрания                                                             |
| 2008   |        | Николь Шевалье | Союз за народное движение Республиканцы                                    | учитель, член Совета департамента                                                          |

## Города-побратимы
- Лихтервельде, Бельгия
- Хоукхёрст, Великобритания

## Галерея

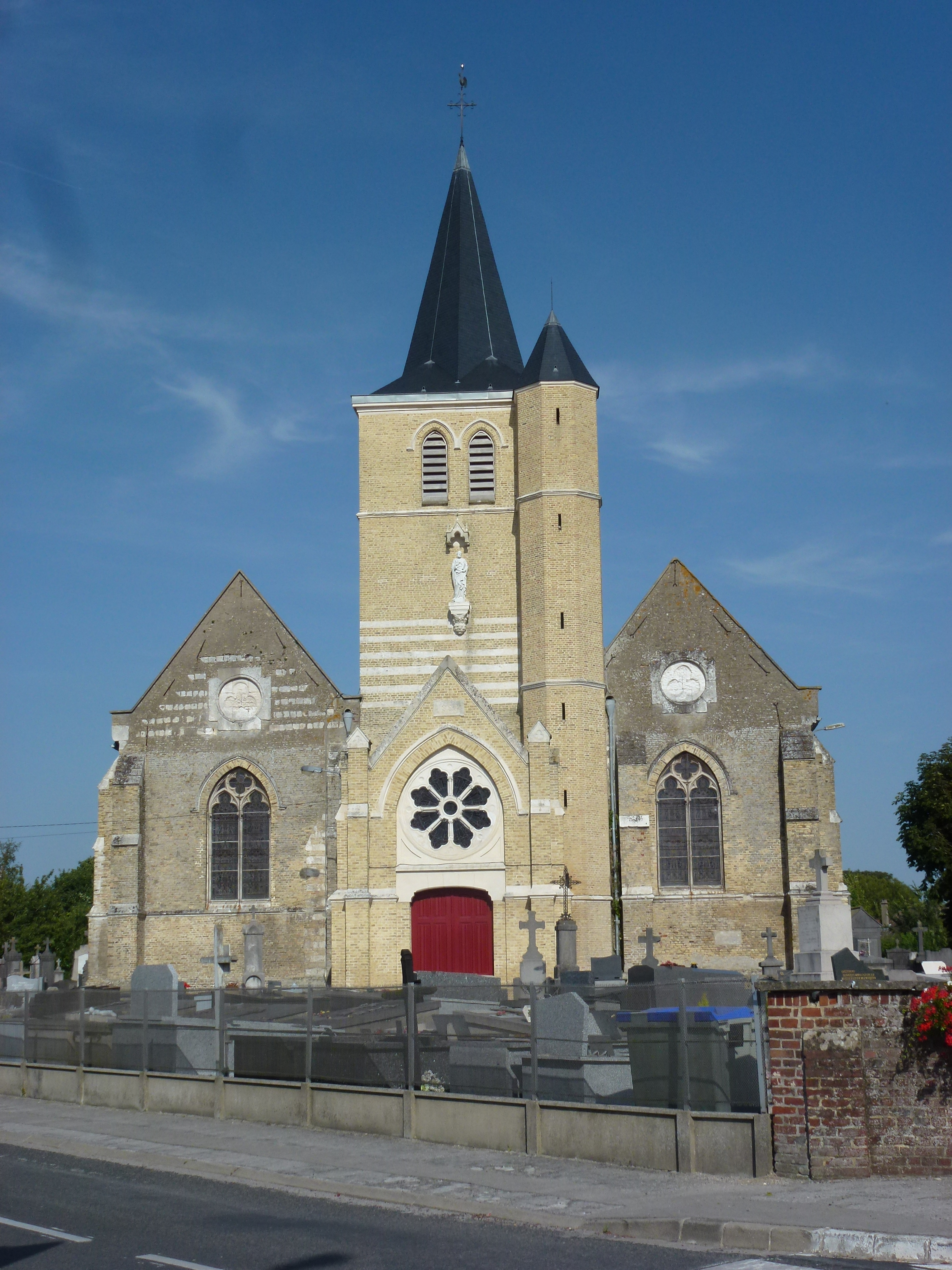
Церковь Святого Мартина
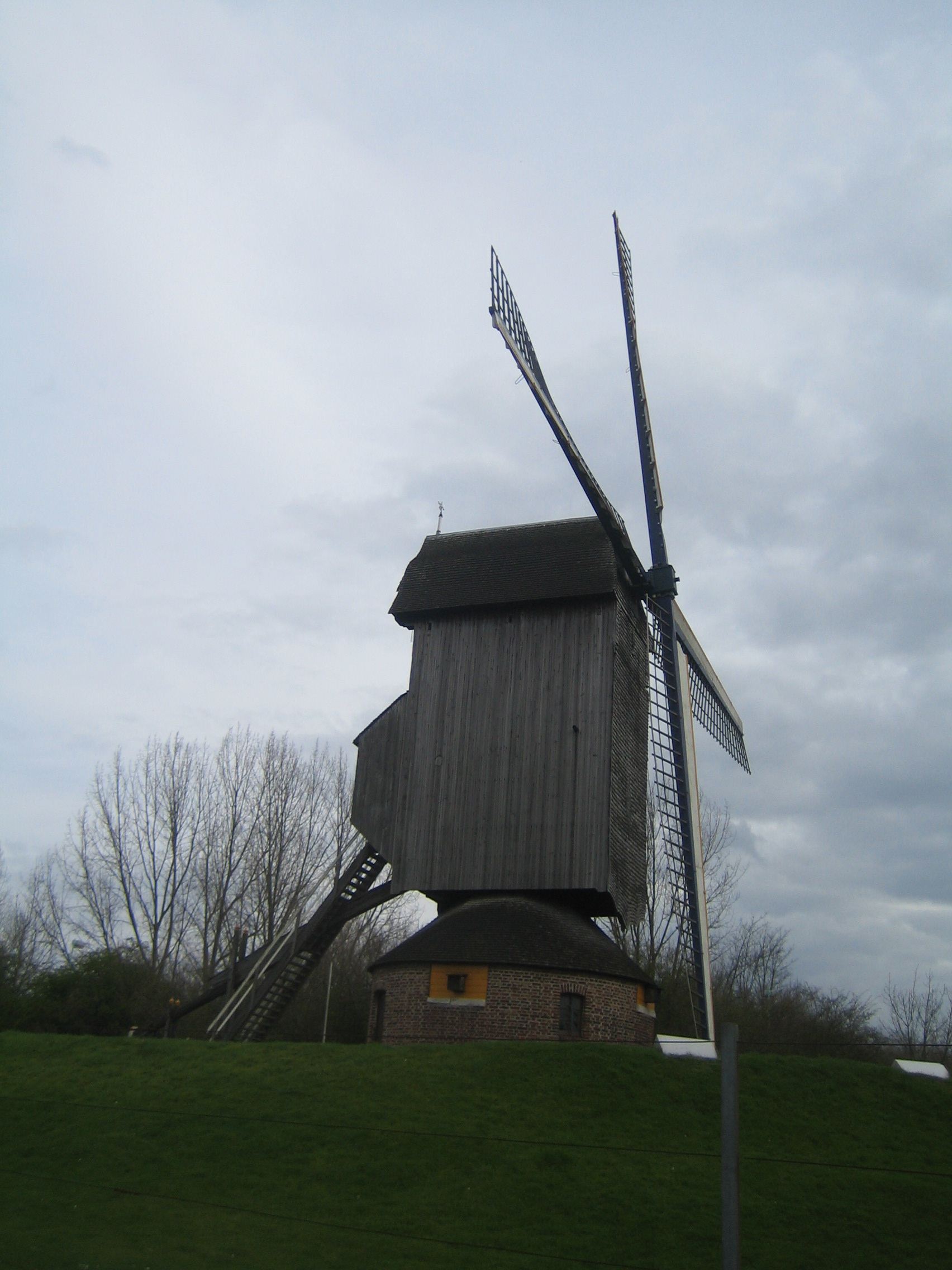
Ветряная мельница

1. 1 2  база данных о французских коммунах — Национальный географический институт Франции, 2015.